# Gazimestan
Gazimestan (en serbe cyrillique : Газиместан) est le nom d'un monument commémorant la bataille de Kosovo Polje, qui s'est déroulée le 15 juin 1389. Il est situé au Kosovo, dans la commune (municipalité) d'Obiliq/Obilić,  district de Pristina (selon le Kosovo) ou district de Kosovo (selon la Serbie). Il a été construit en 1953, à l'époque de la République fédérative socialiste de Yougoslavie. C'est une œuvre de l'architecte Aleksandar Deroko, qui lui a donné la forme d'une tour médiévale. Le monument figure sur la liste des entités spatiales historico-culturelles d'importance exceptionnelle de la République de Serbie.

## Étymologie
Le nom de Gazimestan dérive du mot turc ottoman gazi, qui signifie le « héros », et du mot serbe mesto, qui signifie le « lieu » ou l'« endroit ». Gazimestan est ainsi le « lieu des héros ».

## Histoire

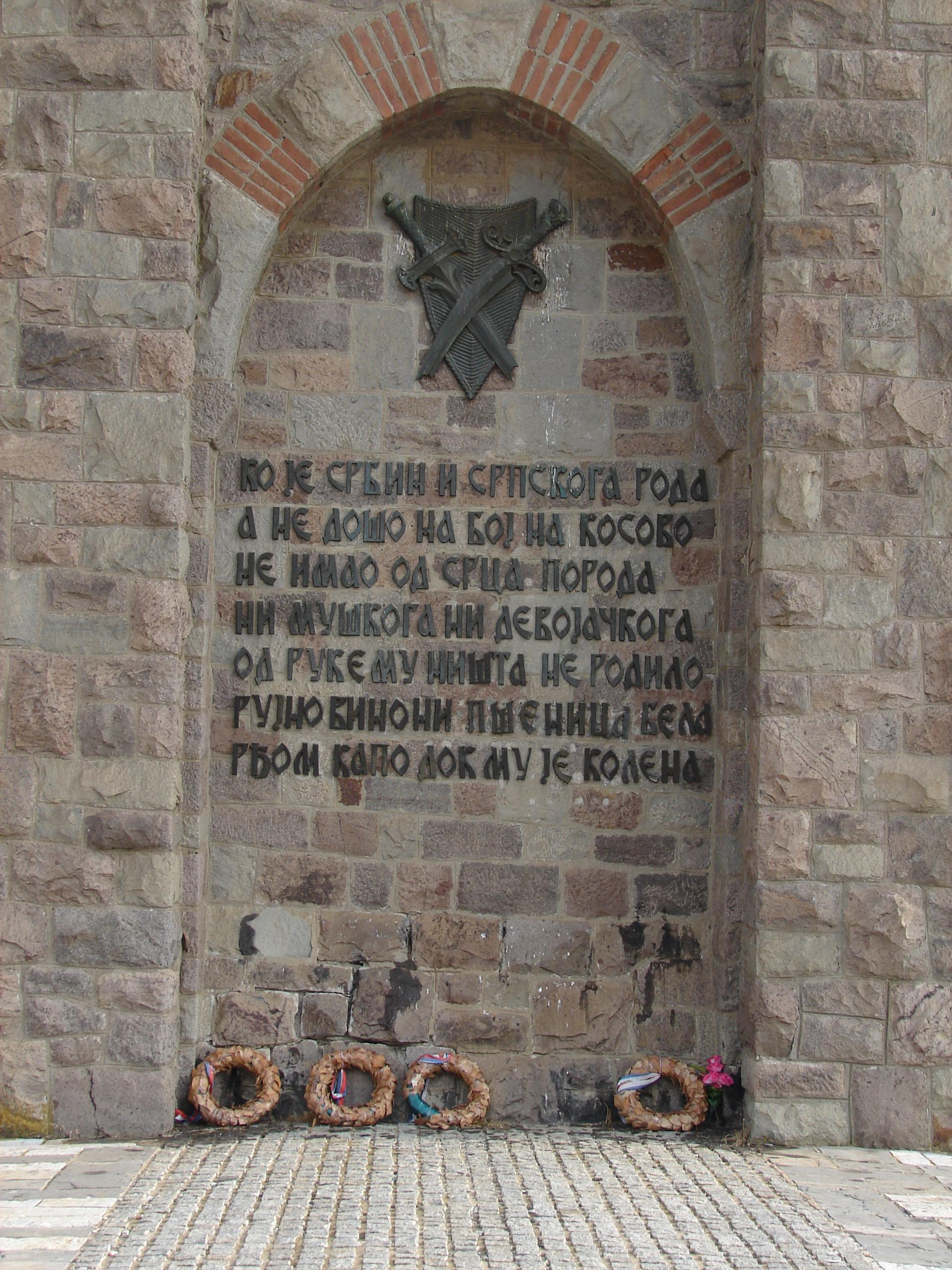
La malédiction du Kosovo

Lors du 600e anniversaire de la bataille de Kosovo Polje, en 1989, Slobodan Milošević a prononcé le discours de Gazimestan, juste avant les tensions nationalistes et ethniques qui ont accompagné la dislocation de la Yougoslavie.
Sur le monument figure la malédiction du Kosovo, attribuée au prince Lazar :
« Quiconque est Serbe et de naissance serbe
Et de sang et de culture serbes
Sans venir à la bataille du Kosovo,
Puisse-t-il ne jamais obtenir la descendance que son son cœur désire !
Ni fils ni fille
Puisse rien ne pousser de ce que sème sa main !
Ni vin sombre ni blé blanc
Et puisse-t-il être maudit de siècles en siècles ! »
La forme de cette malédiction apparaît pour la première dans l'édition de 1845 du recueil de chansons populaires réalisé par Vuk Stefanović Karadžić.
Le 28 juin 1989, le site accueille un rassemblement des soutiens de Slobodan Milošević. Ce dernier prononce alors un discours resté célèbre, en plein cœur de la révolution anti-bureaucratique.